# Barnstedt
Barnstedt är en kommun och ort i Landkreis Lüneburg i förbundslandet Niedersachsen i Tyskland.
Kommunen ingår i kommunalförbundet Samtgemeinde Ilmenau tillsammans med ytterligare tre kommuner.